# کولساری
کُولُساری (سوئدی: Brändö) یک جزیره در حومه شرقی در هلسینکی فنلاند و محله چهل و دوم این شهر است. ساخت ویلاها در این جزیره در اوایل قرن بیستم آغاز شد و برای این منظور پلی از سرنینن در سال ۱۹۱۹ افتتاح گردید. کولساری از سال ۱۹۲۲ تا سال ۱۹۴۶ که در هلسینکی ادغام شد، یک شهرداری مستقل بود.

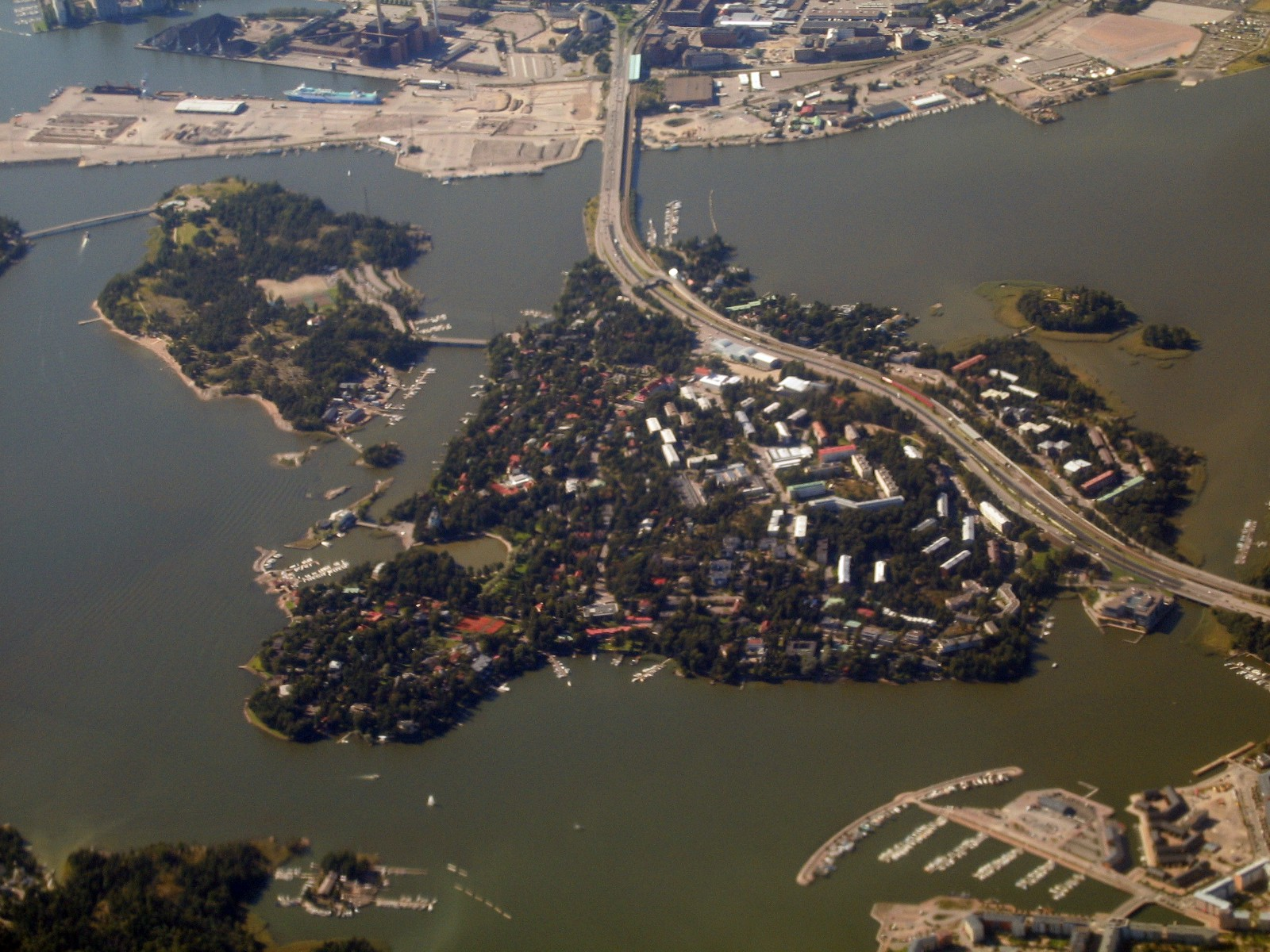
نمایی هوایی از کولساری. جزیره موستیکاما در سمت چپ قابل مشاهده است.

کُولُساری دارای ۳۷۰۰ نفر (۲۰۰۳) جمعیت و وسعت آن ۱٫۸۱ کیلومتر مربع (۰٫۷۰ مایل مربع) است.

## جغرافیا و پیشینه
تراموا از سال ۱۹۱۰ تا ۱۹۵۱ در این جزیره وجود داشت. در سال ۱۹۸۲ ایستگاه اصلی متروی هلسینکی در این جزیره افتتاح شد. کولساری از طریق یک پل کوتاه به جزیره مجاور موستیکاما متصل می‌شود که برای اهداف مختلف تفریحی استفاده می‌شود.
امروزه، کولساری به دلیل قرار گرفتن ساختمان‌های مهم سفارت‌های خارجی، از جمله ساختمان‌های چین، هند، ویتنام، لیتوانی، اسلواکی، رومانی، کلمبیا، عراق و ایران نیز مورد توجه قرار گرفته‌است.

## نگارخانه

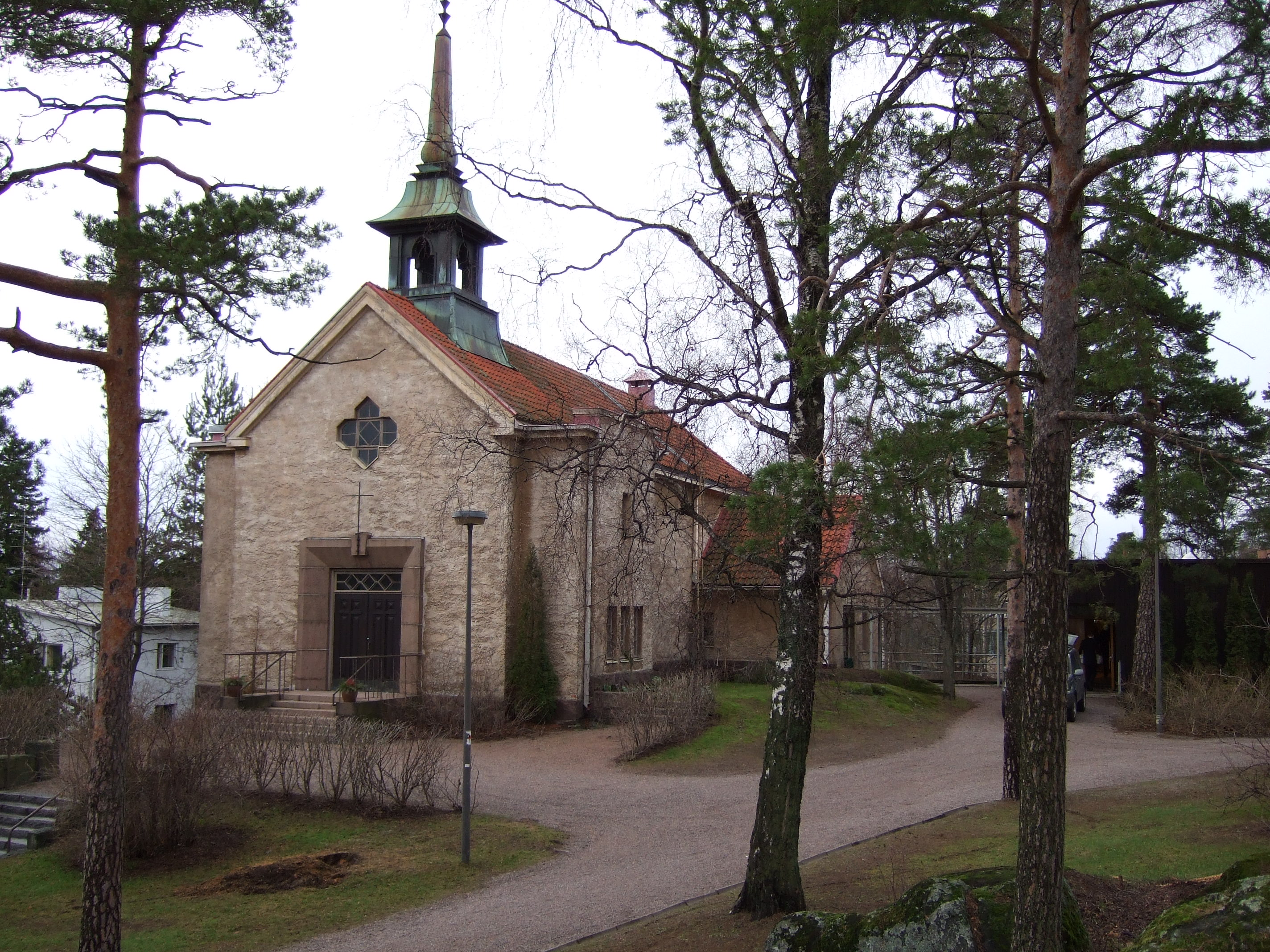
کلیسای کولساری ۱۹۳۵.
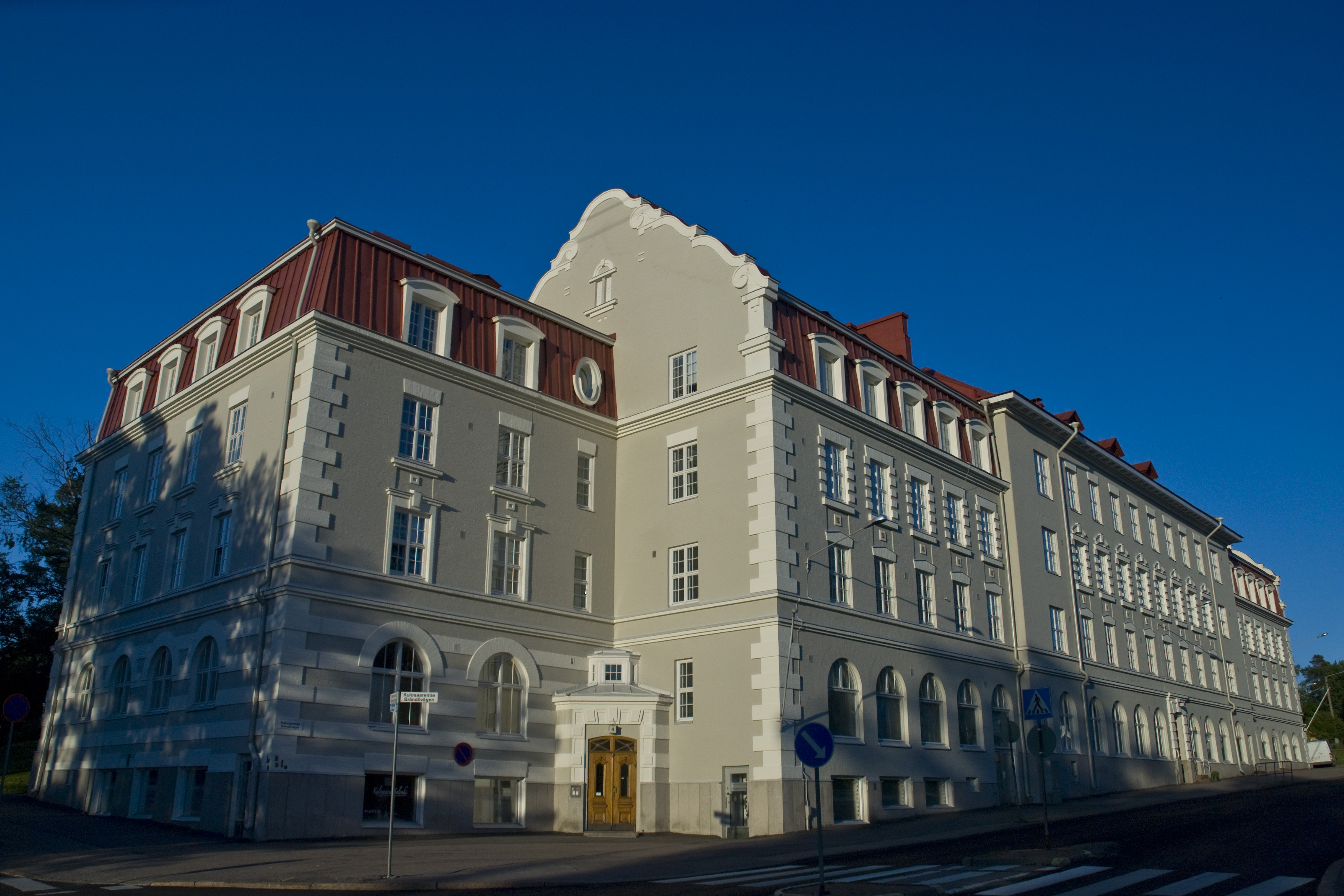
ساختمان آپارتمانی  ۱۹۱۶.
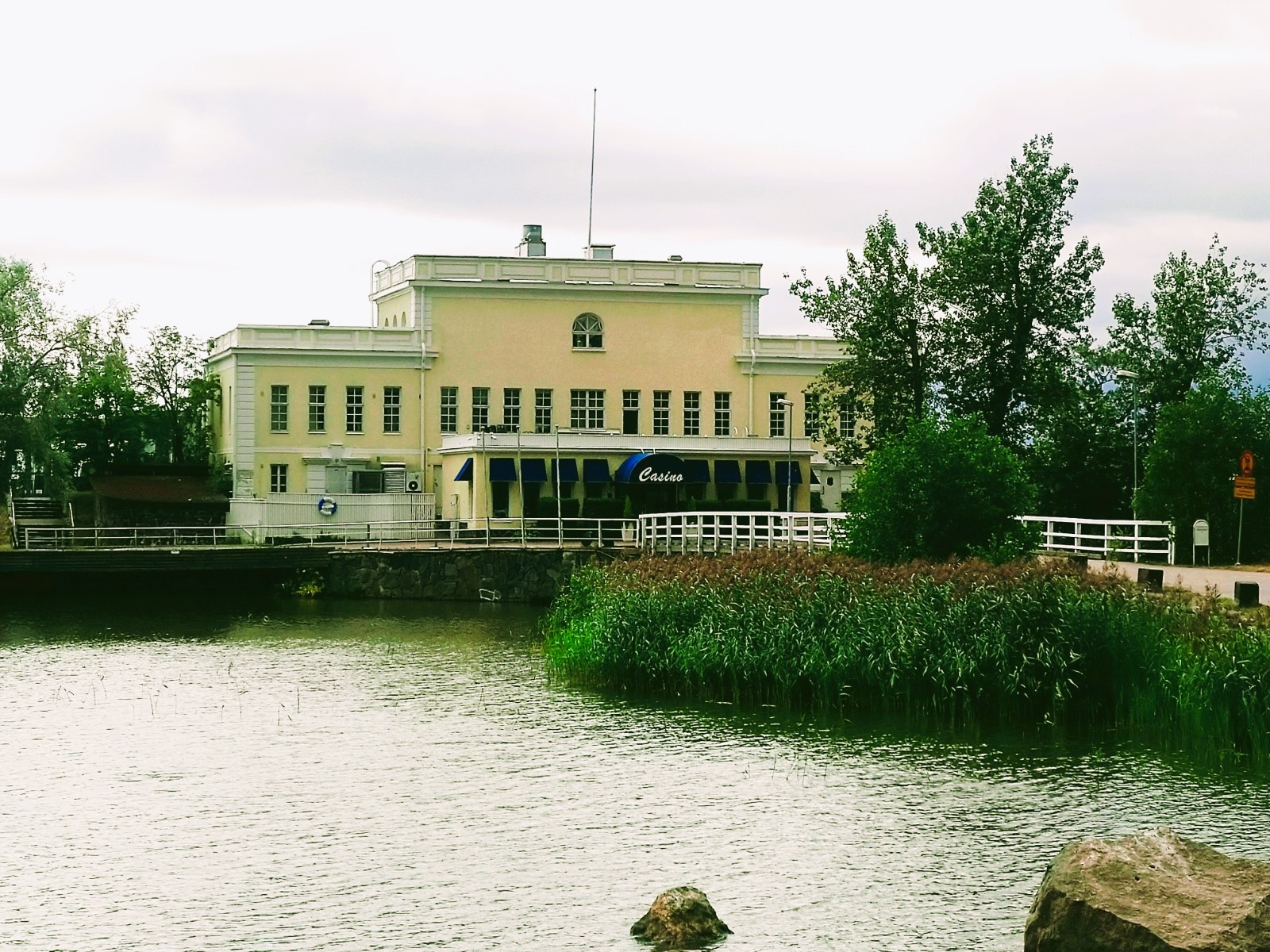
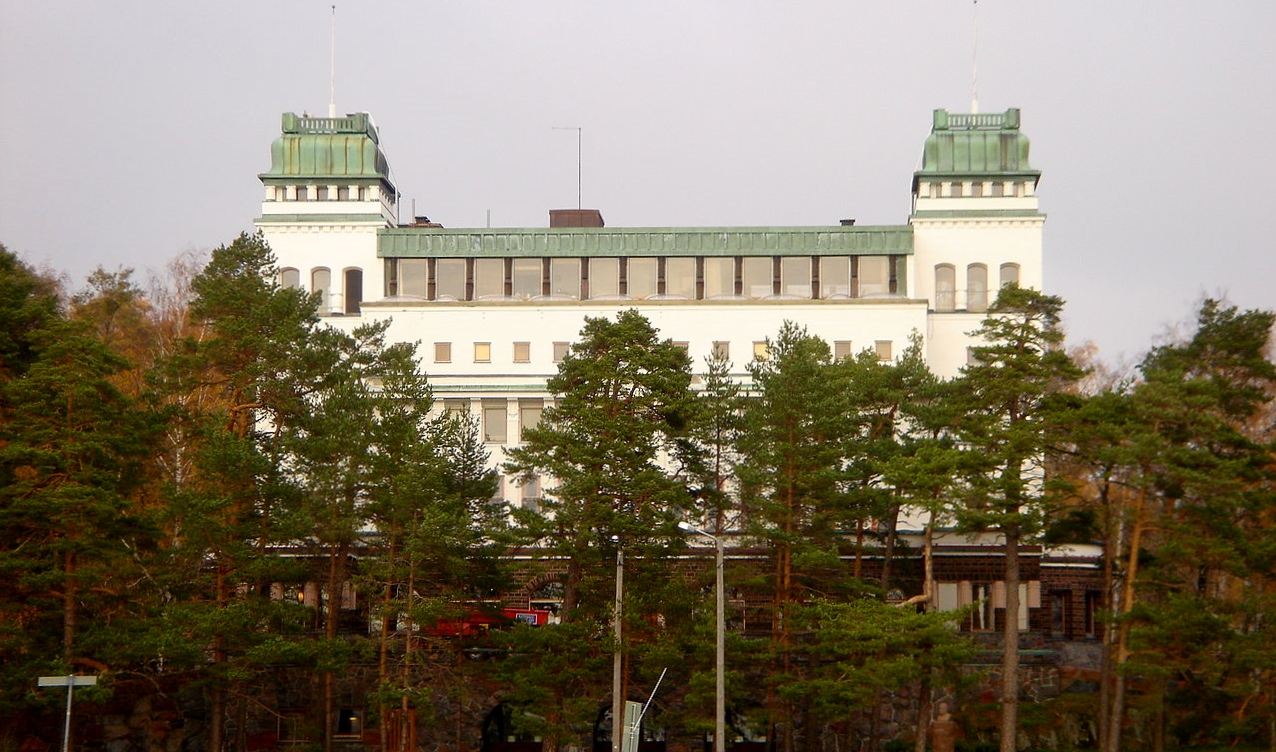
هتل کولساری سابق، لارس سونک، ۱۹۱۷.
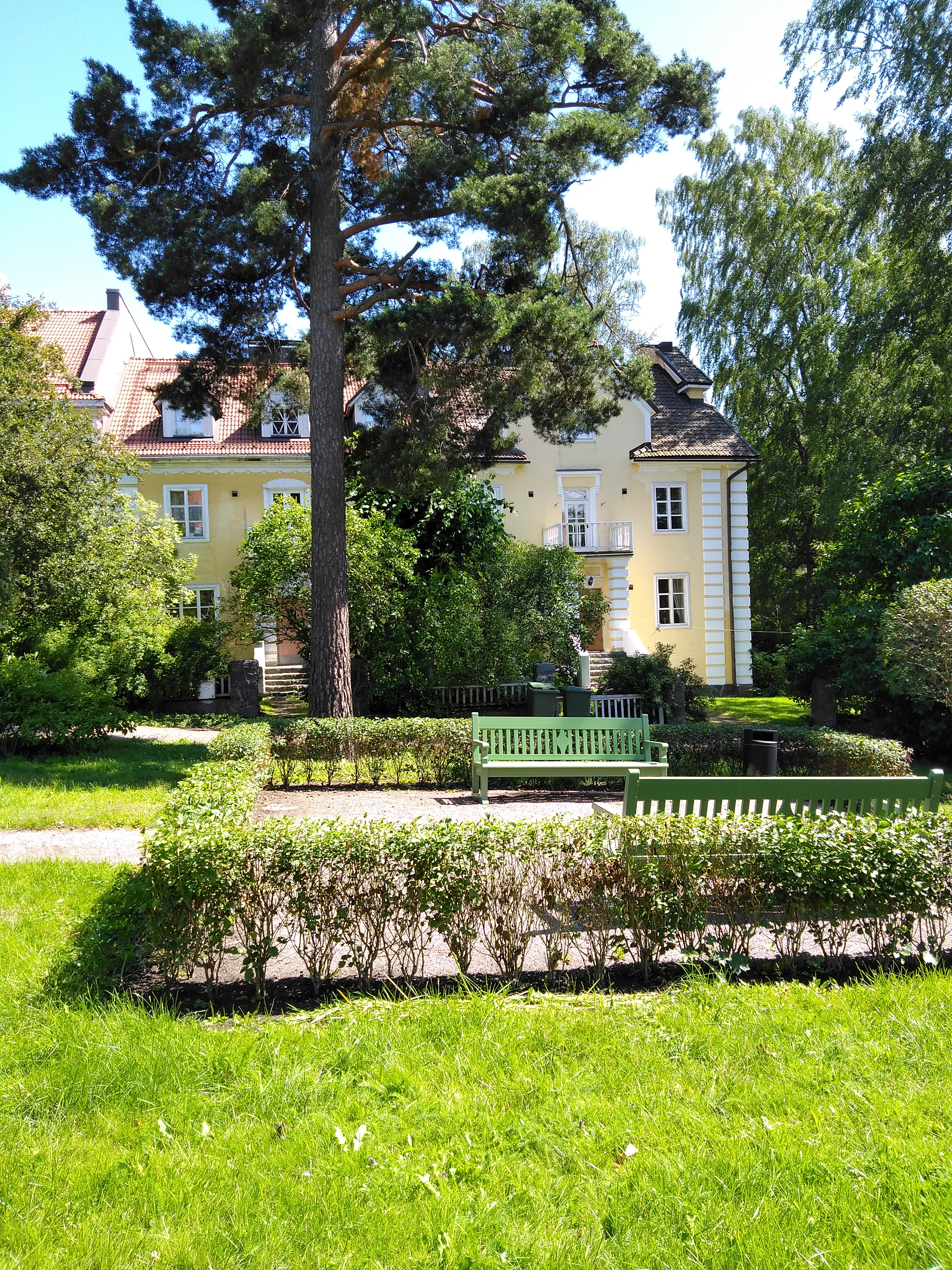
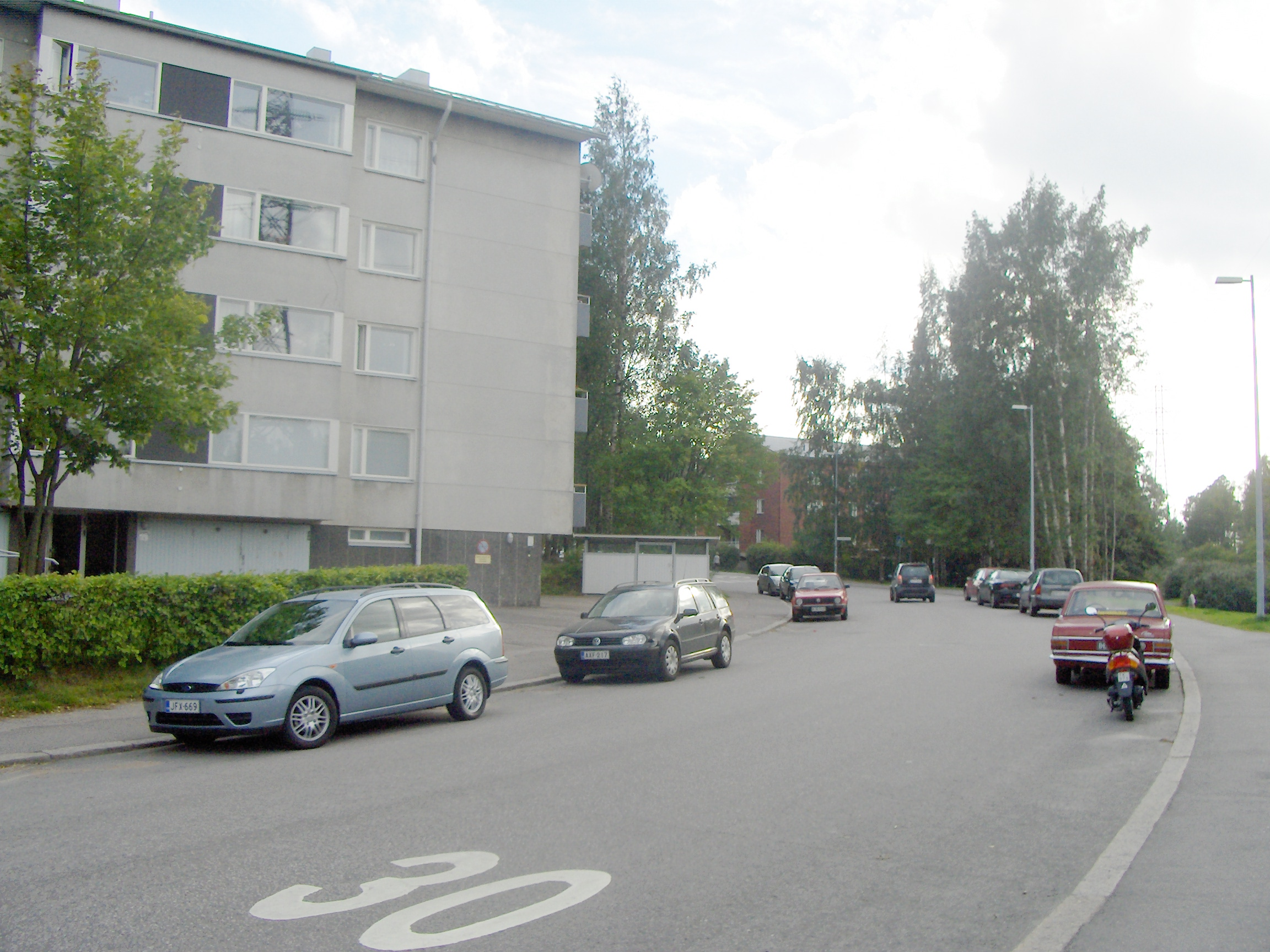